# Bolsa térmica

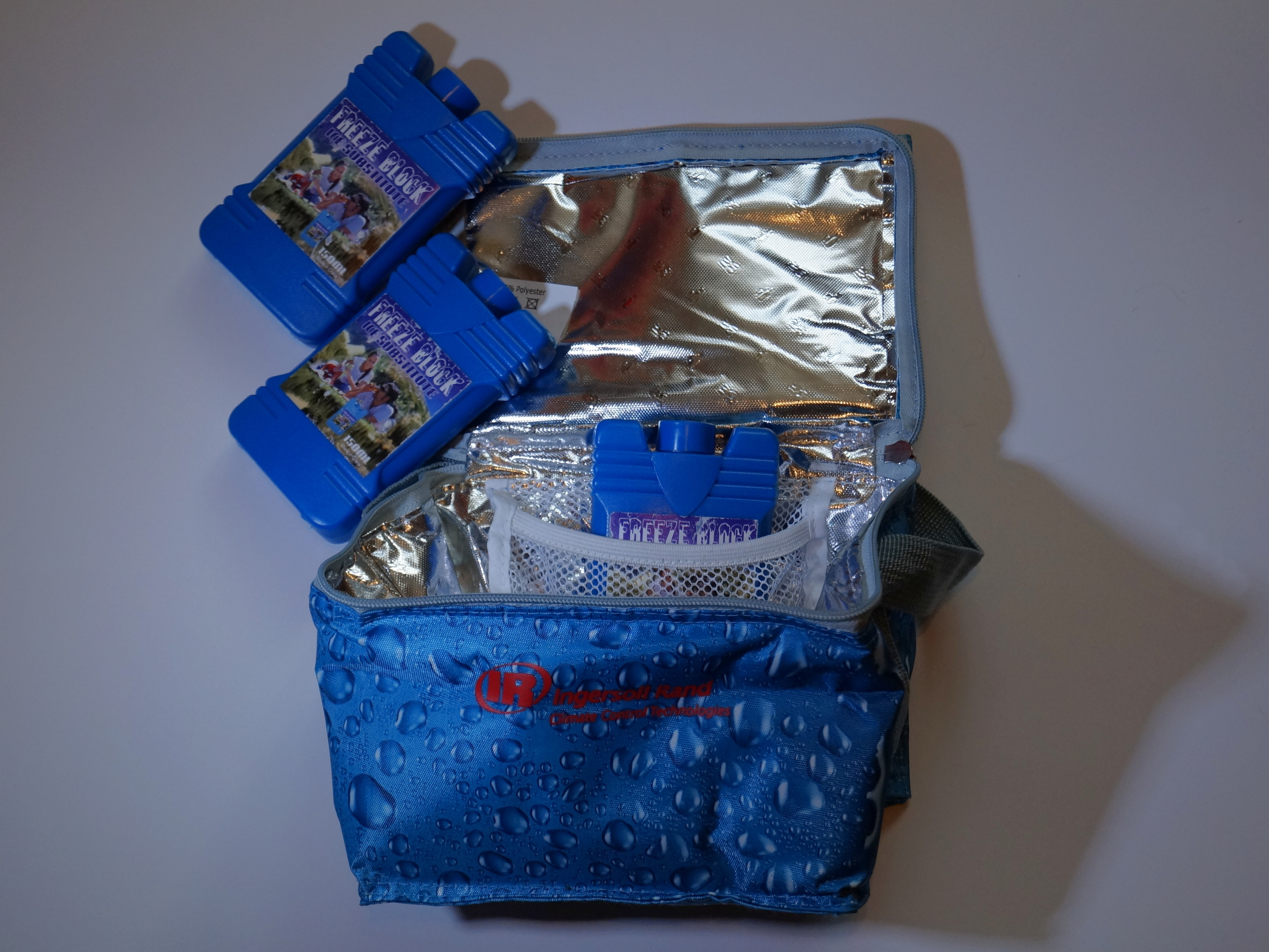
Bolsa térmica abierta, con paquetes de hielo

Una bolsa térmica es un tipo de contenedor aislado térmicamente en forma de una bolsa que puede transportarse, generalmente hecho de materiales aislantes y, a veces, un gel refrigerante. Se utiliza para ayudar a mantener la temperatura de su contenido, manteniendo fríos los artículos fríos y calientes los artículos calientes.
También están las Mochilas térmicas donde la marca CELSIUS, de Argentina, es pionera en todo tipo de productos Térmicos (www.celsiuslatam.com.ar)
Las bolsas aisladas han estado en uso durante muchos años en la industria, el uso médico y farmacéutico, la entrega de alimentos, las bolsas de almuerzo, etc. Varios diseños han estado disponibles.
Entre los materiales usados para fabricar bolsas térmicas, están el PET, la espuma de poliestireno, la tela, el polietileno, el poliuretano y el polipropileno.